# Bavayia crassicollis
Bavayia crassicollis es una especie de gecko del género Bavayia, perteneciente a la familia Diplodactylidae. Fue descrita científicamente por Roux en 1913.

## Distribución
Se encuentra en Nueva Caledonia (Islas de la Lealtad).